# Dwór obronny w Mietkowie
Dwór obronny w Mietkowie – dwór wybudowany w Mietkowie w XV w., przebudowywany w XVI, XIX w. 